# Уборок (зупинний пункт)
Уборок (біл. Уборак) — зупинний пункт Могильовського відділення Білоруської залізниці в Осиповицькому районі Могильовської області. Розташований у селищі Уборок; на лінії Верейці — Гродзянка, поміж зупинними пунктами Гомонівка і Погоріле.